# Netzeule
Die Netzeule (Sideridis reticulata), auch Haldenflur-Nelkeneule genannt, ist ein Schmetterling (Nachtfalter) aus der Familie der Eulenfalter (Noctuidae).

## Merkmale

### Falter
Die Flügelspannweite der Falter  beträgt 35 bis 40 Millimeter. Die Vorderflügel sind dunkelbraun bis violettbraun gefärbt und mit einem netzartigen, weißlichen Muster überzogen. Die weißen Adern heben sich gleichermaßen markant von der Grundfarbe ab, ebenso wie die doppelten Querlinien. Nieren- sowie Ringmakel sind hell umrandet. Deutlich treten die schwarzbraunen Zapfenmakel hervor. Im Saumfeld sind einige lange, dunkle Pfeilflecke zu erkennen. Die Hinterflügel sind zeichnungslos graubraun getönt.

### Raupe, Puppe
Erwachsene Raupen variieren in der Farbe von bräunlich über ockergelb bis zu grünlich und sind mit kleinen schwarzen Punkten versehen. Bei einigen Exemplaren ist ein weißlicher Seitenstreifen erkennbar. Die Puppe hat eine glänzend rotbraune Farbe und einen langen spitzen Dorn am kegelförmigen Kremaster.

### Ähnliche Arten
Von den nahe verwandten und sehr ähnlichen Arten Sideridis kitti und Sideridis unicolor lässt sich die Netzeule mit letzter Gewissheit nur durch genitalmorphologische Untersuchungen unterscheiden. Die zeichnungsmäßig ebenfalls vergleichbare Buchdruckereule (Naenia typica) besitzt hingegen deutlich breitere Flügel.

## Geographische Verbreitung und Lebensraum
Die Art ist von der Iberischen Halbinsel durch ganz Europa sowie die gemäßigten Zonen bis Ostasien weit verbreitet. Im Norden kommt sie in Fennoskandinavien südlich des Polarkreises und im Süden durch den Mittelmeerraum bis Vorderasien vor. In den Alpen steigt sie bis über 2000 Meter Höhe. Die Netzeule ist in vielen Lebensräumen, so auch an warmen Hängen, auf Weiden sowie an Waldrändern und in Gärten anzutreffen.

## Lebensweise
Die Falter sind nachtaktiv, saugen gerne an verschiedenen Blüten, wie beispielsweise an Natternkopf- (Echium ) oder  Seifenkrautarten (Saponaria) und erscheinen auch an künstlichen Lichtquellen sowie gerne an Ködern. Die Falter fliegen in einer Generationen von Mai bis August. Als Nahrung dienen den Raupen überwiegend die Fruchtkapseln ihrer Futterpflanzen. Dazu gehören Leimkraut- (Silene) und Seifenkrautarten (Saponaria). Die Raupen leben von Juli bis September und verpuppen sich zur Überwinterung in einer Erdhöhle.

## Gefährdung
In Deutschland ist die Netzeule verbreitet und gebietsweise zahlreich anzutreffen, so dass sie auf der Roten Liste gefährdeter Arten als nicht gefährdet eingestuft wird.